# Basket Club Tourbillon
Le Basket Club Tourbillon est un club congolais (RDC) de basket-ball féminin basé à Kinshasa.

## Historique
Le club est fondé par fusion du BC Bilenge Matata et du BC Samba le 14 septembre 1976 à Kinshasa.
Après la fusion, les joueuses ci-après ont débuté avec la nouvelle équipe BC Tourbillon : Charlotte Evoloko, Yungi Zola, Diankiadi, Marie Kabangu, Jeanne, Mansiantima, Vicky Mbala, Ribenza et Olice. L’équipe s’entrerait tous les jours sauf le dimanche au terrain camp des étudiants mariés à Lemba Terminus.
Lingenga Liyoko est la 1ère fille formée par le club. Le siège social de l’équipe était sur l’avenue Kimafiki 3921/57 Kinshasa/ Lemba Terminus, et la permanence était sur l’avenue Miawu 3116 Kinshasa/ Lemba.

## Palmarès
International
- Coupe d'Afrique des clubs champions : 
  - Vainqueur : 1987 et 1989
  - Finaliste : 1991
- Coupe d'Afrique centrale
  - Vainqueur : 1989, 1992 et 1995

National
- Coupe de république démocratique du Congo : 
  - Champion : 1983, 1985, 1986, 1987, 1989 et 1992[2]

Local
- Championnat de Kinshasa
  - Champion : 1981, 1982, 1984, 1986, 1987, 1989 [note 1]et 2003[2]

## Personnalités historiques

### Entraîneurs
- 1977 :  Emema
- Mubiem O’Biem Mubiem Otri
- Papy Kiembe[3]

## Sponsor et equipementier
- 1985-1990 :  CMZ, Belle Zaïre et Sitaz
- 1994-1995 :  Taba Zaïre